# Eulocastra melaena
Eulocastra melaena là một loài bướm đêm trong họ Noctuidae.